# Lingue nell'Eurovision Song Contest
Già dalla fondazione dell'Eurovision Song Contest nel 1956 il plurilinguismo è stato un punto forte della stessa. Le regole riguardanti la lingua delle canzoni partecipanti sono state cambiate diverse volte dall'inizio della manifestazione da parte dell'ente organizzatore dell'evento, l'Unione europea di radiodiffusione (UER), ma dal 1999 non vi è più alcun obbligo di presentare una canzone nella lingua del paese di provenienza e ciascuna nazione è libera di presentare una canzone in qualunque lingua, anche una artificiale (com'è avvenuto tre volte).
Di seguito è riportata una lista di tutte le lingue presentate nelle varie edizioni dell'Eurovision Song Contest dai vari paesi in ordine cronologico di prima apparizione.
| Nº | Anno di prima apparizione | Lingua                               | Paese                | Artista                             | Canzone                                                           |
| -- | ------------------------- | ------------------------------------ | -------------------- | ----------------------------------- | ----------------------------------------------------------------- |
| 1  | 1956                      | Olandese                             | Paesi Bassi          | Jetty Paerl                         | De Vogels Van Holland                                             |
| 2  | 1956                      | Tedesco                              | Svizzera             | Lys Assia                           | Das alte Karussell                                                |
| 3  | 1956                      | Francese                             | Francia              | Fud Leclerc                         | Messieurs les noyés de la Seine                                   |
| 4  | 1956                      | Italiano                             | Italia               | Franca Raimondi                     | Aprite le finestre                                                |
| 5  | 1957                      | Inglese                              | Regno Unito          | Patricia Bredin                     | All                                                               |
| –  | 1957                      | frasi in spagnolo                    | Germania             | Margot Hielscher                    | Telefon, Telefon                                                  |
| 6  | 1957                      | Danese                               | Danimarca            | Birthe Wilke & Gustav Winckler      | Skibet skal sejle i nat                                           |
| 7  | 1958                      | Svedese                              | Svezia               | Alice Babs                          | Lilla stjärna                                                     |
| 8  | 1960                      | Lussemburghese                       | Lussemburgo          | Camillo Felgen                      | So laang we's du do bast                                          |
| 9  | 1960                      | Norvegese                            | Norvegia             | Nora Brockstedt                     | Voi voi                                                           |
| –  | 1960                      | frasi in sami                        | Norvegia             | Nora Brockstedt                     | Voi Voi                                                           |
| 10 | 1961                      | Spagnolo                             | Spagna               | Conchita Bautista                   | Estando contigo                                                   |
| 11 | 1961                      | Finlandese                           | Finlandia            | Laila Kinnunen                      | Valoa ikkunassa                                                   |
| 12 | 1961                      | Serbo                                | Jugoslavia           | Ljiljana Petrović                   | Неке давне звезде (Neke davne zvezde)                             |
| 13 | 1963                      | Croato                               | Jugoslavia           | Vice Vukov                          | Brodovi                                                           |
| 14 | 1964                      | Portoghese                           | Portogallo           | António Calvário                    | Oração                                                            |
| 15 | 1964                      | Bosniaco                             | Jugoslavia           | Sabahudin Kurt                      | Život je sklopio krug                                             |
| 16 | 1966                      | Sloveno                              | Jugoslavia           | Berta Ambrož                        | Brez besed                                                        |
| –  | 1969                      | frasi in russo                       | Jugoslavia           | Ivan & M's                          | Pozdrav svijetu                                                   |
| 17 | 1971                      | Viennese                             | Austria              | Marianne Mendt                      | Musik                                                             |
| 18 | 1971                      | Maltese                              | Malta                | Joe Grech                           | Marija L-Maltija                                                  |
| 19 | 1972                      | Irlandese                            | Irlanda              | Sandie Jones                        | Ceol an ghrá                                                      |
| 20 | 1973                      | Ebraico                              | Israele              | Ilanit                              | אי שם (Ai sham)                                                   |
| 21 | 1974                      | Greco                                | Grecia               | Marinella                           | Κρασί, θάλασσα και τ' αγόρι μου (Krasi, thalassa kai t'agori mou) |
| 22 | 1975                      | Turco                                | Turchia              | Semiha Yanki                        | Seninle bir dakika                                                |
| 23 | 1980                      | Arabo                                | Marocco              | Samira Bensaid                      | بطاقة حب (Bitaqet hobb)                                           |
| 24 | 1986                      | Islandese                            | Islanda              | I.C.Y                               | Gleðibankinn                                                      |
| 25 | 1989                      | Romancio                             | Svizzera             | Furbaz                              | Viver senza tei                                                   |
| 26 | 1991                      | Napoletano                           | Italia               | Peppino Di Capri                    | Comme è ddoce 'o mare                                             |
| 27 | 1992                      | Creolo delle Antille                 | Francia              | Kālī                                | Monté la riviè                                                    |
| –  | 1993                      | frasi in corso                       | Francia              | Patrick Fiori                       | Mama Corsica                                                      |
| 28 | 1994                      | Estone                               | Estonia              | Silvi Vrait                         | Nagu merelaine                                                    |
| 29 | 1994                      | Rumeno                               | Romania              | Dan Bittman                         | Dincolo de nori                                                   |
| 30 | 1994                      | Slovacco                             | Slovacchia           | Tublatanka                          | Nekonecná piesen                                                  |
| 31 | 1994                      | Lituano                              | Lituania             | Ovidijus Vyšniauskas                | Lopšine mylimai                                                   |
| 32 | 1994                      | Ungherese                            | Ungheria             | Friderika Bayer                     | Kinek mondjam el vétkeimet?                                       |
| 33 | 1994                      | Russo                                | Russia               | Youddiph                            | Вечный стрaнник (Vječnij stranjik)                                |
| 34 | 1994                      | Polacco                              | Polonia              | Edyta Górniak                       | To nie ja                                                         |
| –  | 1995                      | frasi in greco antico                | Grecia               | Elina Konstantopoulou               | Ποιά προσευχή (Pia Prosefhi)                                      |
| 35 | 1996                      | Alto alemanno                        | Austria              | Georg Nussbaumer                    | Weil's dr guat got                                                |
| 36 | 1996                      | Bretone                              | Francia              | Dan Ar Braz & L'Héritage des Celtes | Diwanit Bugale                                                    |
| 37 | 1998                      | Macedone                             | Macedonia del Nord   | Vlado Janevski                      | Не зори, зоро (Ne zori, zoro)                                     |
| 38 | 1999                      | Samogitico                           | Lituania             | Aistė Smilgevičiūtė                 | Strazdas                                                          |
| 39 | 2003                      | Bavarese                             | Austria              | Alf Poier                           | Weil der Mensch zählt                                             |
| 40 | 2003                      | Artificiale                          | Belgio               | Urban Trad                          | Sanomi                                                            |
| 41 | 2004                      | Lettone                              | Lettonia             | Fomins & Kleins                     | Dziesma par laimi                                                 |
| 42 | 2004                      | Catalano                             | Andorra              | Marta Roure                         | Jugarem a estimar-nos                                             |
| 43 | 2004                      | Ucraino                              | Ucraina              | Ruslana                             | Wild Dances                                                       |
| 44 | 2004                      | Võro                                 | Estonia              | Neiokõsõ                            | Tii                                                               |
| 45 | 2004                      | Lingua dei segni                     | Lettonia             | Valters and Kaža                    | The War Is Not Over                                               |
| 46 | 2005                      | Montenegrino                         | Serbia e Montenegro  | No Name                             | Zauvijek moja                                                     |
| 47 | 2006                      | Albanese                             | Albania              | Luiz Ejlli                          | Zjarr e ftohtë                                                    |
| –  | 2006                      | frasi in tahitiano                   | Principato di Monaco | Séverine Ferrer                     | La Coco-Dance                                                     |
| 48 | 2007                      | Bulgaro                              | Bulgaria             | Elitsa Todorova & Stoyan Yankoulov  | Water                                                             |
| 49 | 2007                      | Ceco                                 | Repubblica Ceca      | Kabát                               | Malá dáma                                                         |
| 50 | 2007                      | Armeno                               | Armenia              | Hayko                               | Anytime You Need                                                  |
| –  | 2007                      | frasi in suržik                      | Ucraina              | Vjerka Serdjučka                    | Dancing Lasha Tumbai                                              |
| –  | 2009                      | frasi in romaní                      | Repubblica Ceca      | Gipsy.cz                            | Aven Romale                                                       |
| –  | 2010                      | frasi in careliano                   | Finlandia            | Kuunkuiskaajat                      | Työlki ellää                                                      |
| –  | 2011                      | frasi in swahili                     | Norvegia             | Stella Mwangi                       | Haba Haba                                                         |
| 51 | 2012                      | Udmurto                              | Russia               | Buranovskie Babuški                 | Party for Everybody                                               |
| –  | 2012                      | frasi in azero                       | Bulgaria             | Sofi Marinova                       | Love Unlimited                                                    |
| 52 | 2012                      | Georgiano                            | Georgia              | Anri Jokhadze                       | I'm a Joker                                                       |
| 53 | 2016                      | Pontico                              | Grecia               | Argo                                | Utopian Land                                                      |
| 54 | 2016                      | Tataro di Crimea                     | Ucraina              | Jamala                              | 1944                                                              |
| 55 | 2017                      | Bielorusso                           | Bielorussia          | Navi                                | Гісторыя майго жыцця (Historyja majho žyccja)                     |
| –  | 2017                      | frasi in sanscrito                   | Italia               | Francesco Gabbani                   | Occidentali's Karma                                               |
| –  | 2018                      | frasi in giapponese                  | Israele              | Netta                               | Toy                                                               |
| –  | 2018                      | frasi in torlak (dialetto del serbo) | Serbia               | Sanja Ilić & Balkanika              | Нова деца (Nova deca)                                             |
| –  | 2019                      | frasi in abcaso                      | Georgia              | Oto Nemsadze                        | სულ წინ იარე (Sul tsin iare)                                      |
| –  | 2020                      | frasi in amarico                     | Israele              | Eden Alene                          | ፍቅር ልቤ (Feker libi)                                               |
| 56 | 2021                      | Sranan tongo                         | Paesi Bassi          | Jeangu Macrooy                      | Birth of a New Age                                                |
| 57 | 2022                      | Latino                               | Serbia               | Konstrakta                          | In corpore sano                                                   |
| 58 | 2023                      | Albanese ghega                       | Albania              | Albina & Familja Kelmendi           | Duje                                                              |
| 59 | 2024                      | Yankunytjatjara                      | Australia            | Electric Fields                     | One Milkali (One Blood)                                           |
| 60 | 2024                      | Azero                                | Azerbaigian          | Fahree feat. İlkin Dövlətov         | Özünlə apar                                                       |
| 61 | 2025                      | Broccolino                           | Estonia              | Tommy Cash                          | Espresso macchiato                                                |
| –  | 2025                      | frasi in slavo ecclesiastico         | Polonia              | Justyna Steczkowska                 | Gaja                                                              |